# سورين دال
سورين دال (مواليد 15 يوليو 1993) هو سبّاح دنماركي، مثّل بلاده في الألعاب الأولمبية الصيفية 2016.

## روابط خارجية
سورين دال على موقع الاتحاد الدولي للسباحة (الإنجليزية)
- سورين دال على موقع اللجنة الأولمبية الدولية (الإنجليزية)
- سورين دال على موقع أوليمبيديا (الإنجليزية)